# (32153) 2000 LM34
2000 LM34 (asteroide 32153) é um asteroide da cintura principal. Possui uma excentricidade de 0.19800210 e uma inclinação de 10.77384º.
Este asteroide foi descoberto no dia 3 de junho de 2000 por LONEOS em Anderson Mesa.